# Stradunia (województwo opolskie)
Stradunia (dodatkowa nazwa w j. niem. Straduna) – wieś  w Polsce, położona południowej części województwa opolskiego, w powiecie krapkowickim, w gminie Walce.
Pod względem wielkości obszaru stanowi 9,7% powierzchni gminy (971 ha), a mieszka w niej 16% mieszkańców gminy. Przez wieś przebiega ważny szlak komunikacyjny droga krajowa nr 45 relacji Opole – Racibórz łącząca autostradę A4 z przejściem granicznym z Czechami.
Wieś Stradunia pełni przede wszystkim funkcje rolniczą, usługową oraz mieszkaniową. 
Na terenie wsi jest 967,9 ha gruntów rolnych w tym 853,8 ha stanowią użytki rolne o następującej bonitacji: klasa II – 23,6 ha, klasa III – 166,8 ha, klasa IV – 423,1 ha, klasa V – 199,6 ha, klasa VI – 40, ha. Lasy i zalesienia 8,5 ha, wody i rowy 48,7 ha, natomiast 55,4 ha to tereny zainwestowane.

## Integralne części wsi
| SIMC    | Nazwa   | Rodzaj     |
| ------- | ------- | ---------- |
| 0504611 | Przerwa | przysiółek |
| 0504628 | Rybarze | przysiółek |

## Historia
Pierwsze formy osadnictwa na terenie gminy – potwierdzające pobyt ludzi już w epoce kamiennej (6000–4500 lat p.n.e.), znajdują się na gruntach wsi Stradunia.
Osada wzmiankowana po raz pierwszy w łacińskim dokumencie z 1228 roku wydanym przez Kazimierza I opolskiego, gdzie zanotowana została w formie Straduna i dotyczy przypisania miejscowości zakonowi Norbertanek w Czarnowąsach. W piśmie wymieniona jest jako wieś założona na prawie polskim iure polonico w szeregu sąsiadujących miejscowości.
W okresie średniowiecza osadnictwo rozlokowane było wzdłuż rzeki Straduni, mającej swoje źródła pod Głubczycami, a wpadającej do Odry. Nazwa pochodzi od płynącej w sąsiedztwie rzeki oraz od słowa strada, stradać – ciężko pracować, z trudem uprawiać. Osada nazywała się w późniejszych wiekach: Straduna i Tiefenburg. Jako jedyna wieś w gminie już w czasie panowania Habsburgów (1525–1742) posiadała własny herb. Brak danych historycznych uniemożliwia określenie dokładnych okresów powstania poszczególnych członów układu przestrzennego wsi. Zachowana do dzisiaj zabudowa prezentuje układ złożony – wielodrożny, w którym można wyróżnić jego główne człony: wieś kmiecą, folwark, zespół zabudowy chłopo-robotniczej oraz powojennej – jednorodzinnej. Trudno jest określić formę pierwotnego układu wsi kmieciej, na którą nałożono zabudowę XIX wieczną, murowaną. Wieś kmieca prawdopodobnie powstała w formie ulicówki w środkowej części obecnej ul. Powstańców Śl. Droga wiejska poszerzona została w kształcie niewielkiego wrzeciona, o szerokości max. 20 m. W późniejszych czasach (w XVIII wieku) pośrodku tego placu usytuowano budynek szkolny. Pierwotna osada na pewno liczyła więcej niż 20 kmieci i zagrodników. W następnych wiekach rozwijała się w kierunku południowym i północnym, wzdłuż ul. Powstańców. Na terenie wsi znajdował się majątek ziemski, który do czasu sekularyzacji należał do zakonu Norbertanek z Czarnowąs, a następnie do rodziny von Haugwitz z Krapkowic. Zarówno folwark, jak i kościół powstały dużo później. Folwark najwcześniej w XVIII wieku, natomiast kościół mieszkańcy wybudowali w 1922 roku. Świadczy o tym ich lokalizacja w stosunku do układu genetycznego.
We wsi w połowie XIX wieku niemiecki etnograf Juliusz Roger zbierał pieśni ludowe do swojej książki Pieśni ludu polskiego w Górnym Szląsku z muzyką wydanej we Wrocławiu w 1863 roku . Część tych pieśni zebranych zostało w Stradunie. Przetłumaczył je na język niemiecki nauczyciel z Raciborza Emil Erbrich, który opublikował je we Wrocławiu w 1891 roku w książce pt. „Straduna; polnische Volkslieder der Oberschlesier” .
Do roku 1925 wieś należała do parafii Brożec. W sąsiedztwie folwarku na początku XX wieku powstała zabudowa robotnicza, posiadająca jednolite cechy zabudowy. Na terenie gminy, ze względu na jej dominującą funkcję, zabudowa tego typu jest raczej rzadko spotykana i warta ochrony. Wcześniej powstała zabudowa chłopo-robotnicza, położona wzdłuż ul. Lesiany. W XX wieku zabudowa powstawała głównie wzdłuż drogi krajowej (ul. Opolskiej). Wybudowanie estakad na rzece Straduni umożliwiło uruchomienie dwóch młynów. Pod koniec XIX wieku dokonano regulacji rzeki Odry budując w Straduni śluzę. Zlikwidowano przez to kilometrowe zakole, prostując jej bieg.
Historycznie wieś należała do powiatu opolskiego, położona na samym końcu specyficznego „ogona” na południu powiatu, wciśniętego między powiatami strzeleckim, prudnickim i kozielskim. Po utworzeniu w 1954 r. powiatu krapkowickiego wieś weszła w jego skład. Do 1945 roku Stradunia stanowiła gminę jednostkową. 1 grudnia 1945 weszła w skład nowo utworzonej zbiorowej gminy Krapkowice (Chrapkowice). W latach 1954–72 w gromadzie Żużela. Od 1973 roku w gminie Walce.

## Mieszkańcy
Miejscowość zamieszkiwana jest przez mniejszość niemiecką oraz Ślązaków. Mieszkańcy wsi posługują się gwarą prudnicką, będącą odmianą dialektu śląskiego. Należą do podgrupy gwarowej nazywanej Buchciołrzy.

### Liczba mieszkańców wsi

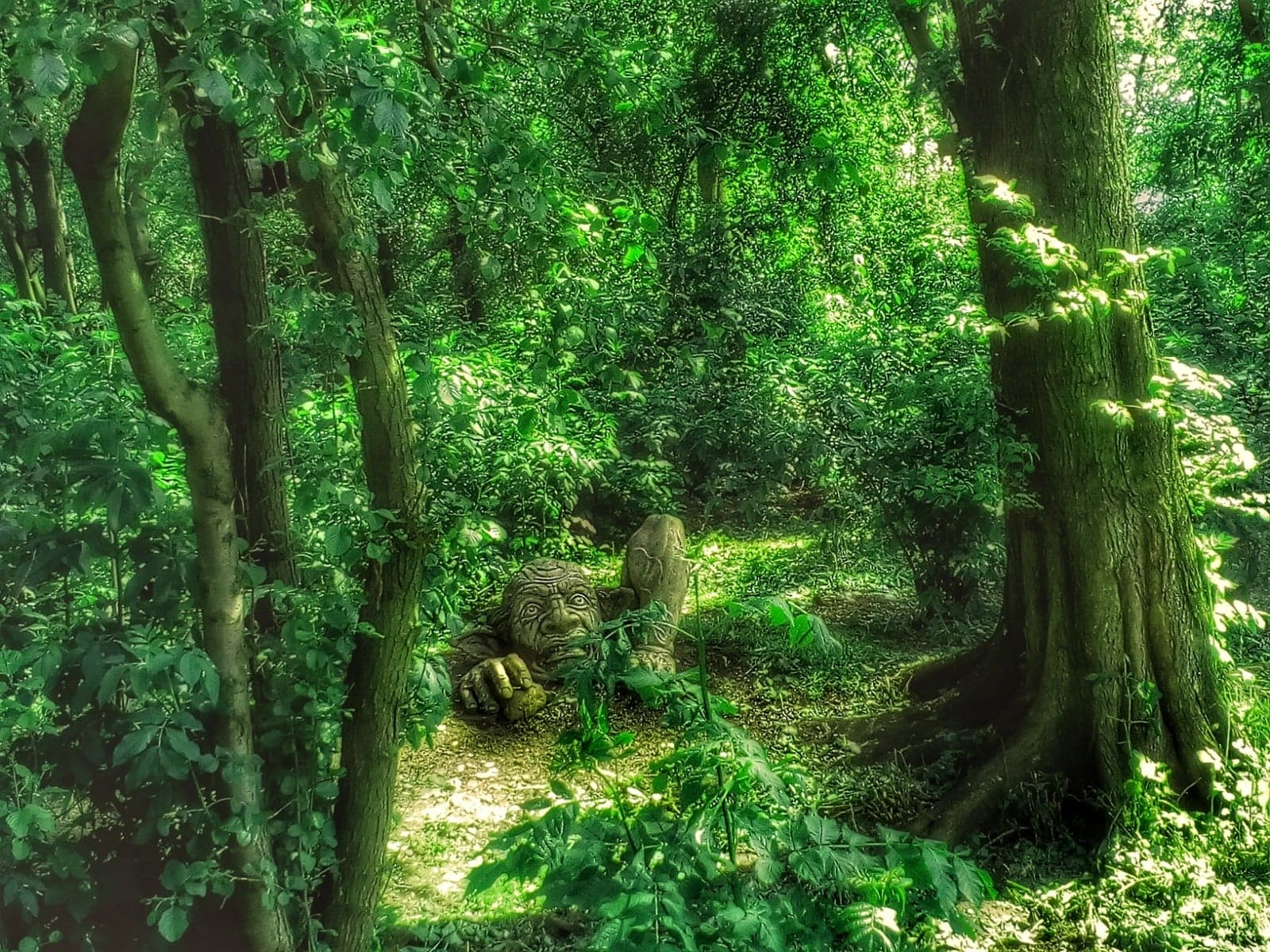
Utopiec w parku

1784 r. - 357
1855 r. - 678
1861 r. - 763
1887 r. - 914
Pocz. XX w. - 1080
1998 r. - 962
2002 r. - 902
2003 r. - 890
2009 r. - 845
2011 r. - 867
2015 r. - 872
2016 r. - 870
2017 r. - 857
2018 r. - 857
2019 r. - 859.
2021 r. - 866

## Zabytki/Ciekawe miejsca
- Kapliczka, 4 ćw. XIX w.
- Układ ruralistyczny wsi
- Kościół par. pw. Najświętszego Serca Pana Jezusa, 1921-23, l. 70. XX w. 
- Kapliczka, 2 ćw. XIX w.
- Kapliczka, XIX w.
- 4 osady z epoki kamienia
- Osada z epoki żelaza
- Osada z epoki średniowiecza
- Użytek ekologiczny Stara Odra

## Przyroda
Wieś Stradunia, według regionalizacji fizycznogeograficznej leży w makroregionie Niziny Śląskiej, w obrębie mezoregionu Kotliny Raciborskiej. Położona jest 35 km na południe od miasta Opola i 10 km na południowy wschód od miasta Krapkowice. W obrębie sołectwa przebiega dolina rzeki Odry i Straduni.
Wieś znajduje się w Śląsko-Wielkopolskim regionie klimatycznym nadodrzańskim, charakteryzującym się łagodną zimą i stosunkowo wilgotnym latem oraz długim okresem wegetacji. Warunki klimatyczne są korzystne dla rolnictwa, okres wegetacji wynosi 225 dni. Średnia temperatura roczna wynosi ok. 8,4 °C. Średni opad roczny wynosi ok. 650 mm/rok. Przeważają wiatry z kierunku południowego, zachodniego i północno-zachodniego, o prędkościach do 5 m/s. Wieś Stradunia należy do niemodlińskiego regionu glebowo – rolniczego. Charakteryzuje się on średnią przydatnością gleb do produkcji rolnej.
Dominują następujące typy gleb:
- mady – wytworzone z osadów aluwialnych, wyścielających doliny rzeczne, o wysokim poziomie wody gruntowej i znacznej zawartości substancji organicznych (zajmują największą powierzchnię, występują w dolinie Odry i Straduni);
- brunatne:
  - właściwe – o odczynie zbliżonym do zasadowego, wykształcone na glinach lekkich (na zachód i północ od zabudowań wsi),
  - wyługowane i kwaśne – odczyn kwaśny lub lekko kwaśny, wykształcone na glinach lekkich (występują na zachód od zabudowań wsi);
- pseudobylicowe – gleby kwaśne i lekko kwaśne, wytworzone na piaskach gliniastych lekkich;
- hydrogeniczne: mułowo – torfowe – powstałe w wyniku procesu torfotwórczego i namulania osadami mineralnymi (znaczna powierzchnia na północny zachód od zabudowań wsi, teren planowanego zalesienia objęty granicą polno-leśną);
- piaskowe o różnej genetyce – o słabej przydatności dla rolnictwa (niewielka powierzchnia we wschodniej części wsi).

Na obszarze wsi Stradunia dominują użytki rolne klasy III a, III b, IV, a i IV b, sporadycznie zaś grunty klasy II. Pod względem przydatności rolniczej gleby te należą do 5, dobrego żytniego kompleksu przydatności rolniczej (ok. 41% powierzchni gruntów ornych), 2 pszennego, dobrego kompleksu przydatności rolniczej (ok. 24% powierzchni gruntów ornych), 6 żytniego słabego (ok. 15,5% powierzchni gruntów ornych) oraz 4 żytniego, bardzo dobrego kompleksu gruntów ornych (ok. 11% powierzchni gruntów ornych). Wśród użytków zielonych dominują kompleksy średnie (ok. 70% ogólnej powierzchni użytków zielonych) oraz kompleksy słabe i bardzo słabe. Teren wsi położony jest w dorzeczu Odry. Rzeka stanowi północną granicę opracowania. Przez grunty wsi przepływa także rzeka Stradunia – lewobrzeżny dopływ Odry oraz krótki odcinek Mechnickiego Potoku, niewielkiego cieku, którego źródła znajdują się w gminie Reńska Wieś. Rzeki te mają zasadniczy wpływ na kształtowanie się stosunków wodnych tego terenu.
Tereny Straduni położone są na 112–116-tym kilometrze rzeki Odry. W czasie powodzi w roku 1997 zostało zalane ok. 2/3 – powierzchni terenu sołectwa. Były to głównie pola i łąki. Natomiast największe starty materialne przyniosło zalanie lub podtopienie znacznej ilości zabudowań w północnej części wsi (na północ od drogi krajowej Opole – Racibórz), pomiędzy ulicami Konopnickiej i Lesiany oraz po południowej stronie drogi Krajowej Opole – Racibórz, pomiędzy ulicami Sienkiewicza i Powstańców Śląskich. W czasie powodzi 1997 roku,  również rzeka Stradunia wykazywała bardzo wysokie stany wód, zalewając jednak głównie przylegające do niej bezpośrednio podmokłe łąki i zadrzewienia. Woda zalała 45 budynków mieszkalnych i 500 ha gruntów. Omawiany teren leży na obszarze występowania zbiornika wód podziemnych GZWP 332, zaliczanego do głównych zbiorników wód podziemnych w Polsce i wymaga najwyższej ochrony przed przenikaniem zanieczyszczeń z powierzchni terenu. Wieś według podziału geobotanicznego położona jest, na obszarze Okręgu Nadodrzańskiego, w krainie Kotlina Śląska. Na terenie wsi, w zależności od warunków glebowych, roślinność potencjalną stanowią różnego rodzaju zbiorowiska leśne:
- nadrzeczne łęgi wierzbowo-topolowe na terasie zalewowej niższej,
- łęgi jesionowo-wiązowe na terasie zalewowej wyższej,
- grądy na terasie nadzalewowej (środkowa i południowa część sołectwa).

W dolinie Straduni roślinność potencjalną stanowią łęgi jesionowo-olszowe. Obecny charakter roślinności to efekt przekształceń środowiska przez gospodarkę człowieka. Naturalne lasy zostały zastąpione przez uprawy polne i łąkowe, tereny podmokłe prawie w całości zmeliorowano. W wyniku tego naturalne zbiorowiska roślinne zajmują niewielkie powierzchnie i przeważnie są wykształcone fragmentarycznie. Zbiorowiska leśne, tworzące tu niewielkie kompleksy nad rzeką Stradunią oraz w dolinie Odry na północny zachód od zabudowań wsi (zarośnięte starorzecze), zostały zakwalifikowane do łęgu jesionowo-olszowego. W drzewostanie tego zbiorowiska dominuje olsza czarna. Oprócz zbiorowisk leśnych, dużą wartość przyrodniczą na terenie opracowania posiadają zbiorowiska wodne. Rzeki Odra i Stradunia z ich starorzeczami i zakolami, a nawet rowy melioracyjne stanowią dogodne siedliska dla rozwoju zbiorowisk wodnych. Do najbardziej interesujących, ze względu na rzadkość występowania w regionie, zespołów wodnych na badanym terenie należą m.in.: zespół żabiścieka pływającego oraz zespół „lilii wodnych” stwierdzone w starorzeczu Odry w północnej części sołectwa. Na terenach niezalesionych i niezajętych pod uprawę roli występują różnego rodzaju zbiorowiska szuwarowe, turzycowe i wilgotnych łąk.
Obszarami o największych walorach przyrodniczych, na terenie wsi Stradunia, są:
- Użytek ekologiczny „Stara Odra” położony w północnej części wsi. Pod koniec XIX w. dokonano regulacji rzeki Odry. Z tego okresu powstało starorzecze Odry o długości 1,5 km. W jego obrębie występuje sieć lokalnych zagłębień w formie starorzeczy z reguły zabagnionych, która stanowi korytarz ekologiczny o randze międzynarodowej. Występujące tam tereny łąkowo-pastwiskowe doliny Odry stanowią przedłużenie obszaru chronionego krajobrazu tzw. „Łęg Zdzieszowicki”. Użytek ekologiczny charakteryzuje się bogatym środowiskiem fauny i flory. Z roślin występują tu m.in.: grążel żółty, żabiściek pływający, rdestnica pływająca, Starorzecze porasta wiele interesujących zbiorowisk wodnych i szuwarowych, jest to miejsce rozrodu wielu gatunków płazów i ptaków.
- Fragment lasu łęgowego jesionowo-olszowego wraz z otaczającymi go dobrze wykształconymi zbiorowiskami wilgotnych łąk, szuwarów i turzycowisk wykształconymi na glebach torfowo-mułowych, występują tu m.in.: ziarnopłon wiosenny, miodunka ćma, tojeść pospolita, sitowie leśne, turzyca sztywna.
- Zadrzewienia w dolinie Straduni położone w południowo-zachodniej części wsi, jest to niewielka enklawa łęgu jesionowo-olszowego porastającego brzegi rzeki. Awifaunę wsi reprezentują m.in. szczygły, sikory, trznadle, kosy. Można się spodziewać występowania m.in. dzwońca, kulczyka, potrzeszcza, ortolana, mazurka, skowronka polnego, pliszki siwej i innych.

W miejscowości rośnie kasztanowiec zwyczajny "Antek (wiek 110 lat, wysokość 15 m, obwód 350 cm).
Na terenie wsi Stradunia udokumentowane zostało na powierzchni ok. 22,5 ha złoże surowców mineralnych Koźle-Krępna. Jest to złoże pospółki o zasobach geologicznych rozpoznanych w kategorii C w ilości 4219 tys. ton. Złoże występuje na obszarze terasy zalewowej, w obrębie dwóch pól w północnej części wsi. W chwili obecnej złoże nie jest eksploatowane i podlega intensywnemu użytkowaniu rolniczemu.
Wieś Stradunia wyposażona jest w sieć elektryczną, telekomunikacyjną oraz wodociągową. Zaopatrzenie w wodę dla celów bytowo-gospodarczych, usługowych i produkcyjnych oraz ochrony przeciwpożarowej jest realizowane z sieci wiejskiego rurociągu grupowego zasilanego ze Stacji Uzdatniania Wody w Rozkochowie. Ujmowanie i gromadzenie ścieków we wsi Stradunia jest rozwiązane. W 2003 roku rozbudowano kanalizację sanitarną, wykonano 210 przyłączy i 4600 m kanalizacji. Ścieki z terenu wsi kierowane są do oczyszczalni ścieków komunalnych w Zdzieszowicach.

## Instytucje
We wsi działa m.in. OSP, karczma, szkoła podstawowa, przedszkole, biblioteka, sklep i młyn firmy Good Mils. 

## Religia
Wieś jest siedzibą parafii rzymskokatolickiej pod wezwaniem Najświętszego Serca Pana Jezusa. Aktualnym proboszczem jest ks. Manfred Jan Lubczyk. Parafia wchodzi w skład dekanatu kozielskiego. 